# Jézus Kistestvérei
A Jézus Kistestvérei kongregáció egy pápai jogú laikus szerzetesi intézmény a római katolikus egyházon belül, melyet Szent Charles de Foucauld leveleinek és életének hatására René Voillaume öt francia szeminaristával 1933-ban alapított.

## Története és hivatása
A Jézus Kistestvérei kongregációt René Voillaume öt francia szeminaristával 1933-ban alapította, miután tanulmányozta Szent Charles de Foucauld életét és leveleit. Az alapítás után a közösség az akkor francia fennhatóság alatt álló Algériába mentek, s itt éltek 1947-ig. 
1947-től Franciaországban munkás-fraternitásokban élnek 2-4 fős kis közösségekben. A fraternitások életének célja, hogy kövessék Jézust Charles de Foucauld nyomán, újra élve életét. A közösségben élők élete két fő forrás köré épül.
- Hitélet: Az egyházi szertartások mind mélyebb megélése, a szentmise, valamint a szentségimádás. Emellett életritmusukban rendszeres úgynevezett sivatagi idők is megtalálhatóak: naponta egy óra, hetente fél nap, havonta egy hétvége csendes elvonulás, remeteség egy másik helyen ill. évente egy hét lelkigyakorlat.
- Munka: A közösség tagjai általában kétkezi munkákat vállalnak: gyárban, üzemben, kikötőben, műhelyekben, de megtalálhatók a földművesek, útépítők vagy betegápolók között is. Céljuk ezzel, hogy minél közelebb kerüljenek azokhoz, akik távol vannak az Egyház szokásos missziós területeitől.

Jelenleg a világ 5 kontinensének 36 országában 240 szerzetes él, akik 120 fraternitásban élik életüket.

## A közösség Magyarországon
Magyarországon 2015 januári haláláig élt Hagyó József PFJ, aki Biatorbágyon kerámiaműhelyben dolgozott sérült fiatalokkal.

## Jézus Kistestvérei Női Szerzetesközösség
1939. szeptember 8-án Magdeleine Hutin alapította meg szent Charles de Foucauld hatására a Jézus Kistestvérei Női Szerzetesközösséget, amikor is felvette a Magdolna, Jézus kistestvére nevet. Az első közösség 1939 októberében Touggourtban, Algériában kezdte el tevékenységét. A közösség célja, hogy kis közösségekben élve a szemlélődés lehetőség biztosítsa olyan környezetben, amely az egyház szokásos missziós területétől messze van. Általában a legszegényebb helyeken élnek, ahol a mindennapi munka mellett egy olyan helyet (Názáret lelkiség) hoznak létre, mely a vendégfogadás által mindenki előtt nyitva áll. 
A közösség Magyarországon is létezik. Elérhetősége: Budapest, IX. ker. Márton utca 1/B.

## Fordítás
- Ez a szócikk részben vagy egészben  a   Little Brothers of Jesus című angol Wikipédia-szócikk fordításán alapul.  Az eredeti cikk szerkesztőit annak laptörténete sorolja fel. Ez a jelzés csupán a megfogalmazás eredetét és a szerzői jogokat jelzi, nem szolgál a cikkben szereplő információk forrásmegjelöléseként.